# 国際連合人間環境会議
国際連合人間環境会議（こくさいれんごうにんげんかんきょうかいぎ、英: United Nations Conference on the Human Environment）は、1972年6月5日から同月16日まで、スウェーデンのストックホルムで開催された。環境問題についての世界で初めての大規模な政府間会合である。通称として、「ストックホルム会議」とも呼ばれる。
キャッチフレーズは、「かけがえのない地球 (Only One Earth)」。113か国が参加した。
当時、日本の公害被害者とともにこの市民フォーラムに参加した綿貫礼子によると、会議と並行して、市民による「市民広場」と「環境広場」も開催された。
「市民広場」（ピープルズ・フォーラム）：ダイドン･グループやバウアウ･グループなど三十余りの民間団体の共催でベトナム戦争を始めとする戦争行為が環境破壊の元になるという、反戦運動が行われていた。ベトナムの少女による「ベトナムの夕べ」や日本の公害被害者による「日本の夕べ」といったものも行われた。
「環境広場」（エンバイロメント・フォーラム）：スウェーデン政府や国連協会と市民による半官半民のフォーラムであり、科学者によるパネルディスカッションや展示、映画などが公開された。アメリカの「地球の友」と英国の「エコロジスト」を出しているグループが共同で出したミニ新聞には国連会議の動きが記されており、国連会議で鯨に対する日本政府の姿勢を攻撃するニュースも記されていた。
当時、国連主催の会議では、ベトナム戦争には言及しない事が暗黙の了解となっていたのだが、主催国、スウェーデンのパルメ首相が、公式の演説で「戦争」を環境破壊の因子として、位置づけた。東ドイツの国連加盟をめぐってアメリカと対立するソビエト連邦とワルシャワ条約機構諸国はボイコットしたために会議に参加せず、アルバニア決議で国連に加盟したばかりの中華人民共和国によるアメリカの対インドシナ政策の批判に発展途上国も同調して政治的な会議となった面もある。中華人民共和国にとっては初めて参加した国連での国際会議であり、議長役のモーリス・ストロングは中国政府と親密な関係を築く契機となった。
この会議において「人間環境宣言」及び「環境国際行動計画」が採択された。これを実行するため、国際連合に環境問題を専門的に扱う国際連合環境計画 (UNEP) がケニアのナイロビに設立された。これは第三世界に本部を置いた最初の国連機関であった。国連は会議を取り仕切っていたストロングをUNEPの初代事務局長に選出した。
また、開催日の6月5日は、環境の日として記念日となっている。

## 関連図書
- 『国連人間環境会議公式文言集-かけがえのない地球』坂本藤良監修、日本科学技術翻訳協会訳、日本総合出版機構、1972年　ASIN B000J9NZKE
- 『かけがいのない地球』バーバラ・ウォード　ルネ・デュボス共著　人間環境ワーキング・グループ　環境科学研究所共訳、坂本藤良 曽田長宗共同監修、日本総合出版機構、1972年